# Horntet
Horntet – zespół jazzowy założony w 2019 roku, w Krakowie przez pianistę – Bartłomieja Leśniaka.

## Skład zespołu
- Szymon Ziółkowski – saksofon altowy i sopranowy
- Robert Wypasek – saksofon tenorowy i sopranowy
- Bartłomiej Leśniak – fortepian
- Mikołaj Sikora – kontrabas
- Piotr Przewoźniak – perkusja

## Historia
Nazwa zespołu jest połączeniem słowa – kwintet z angielskim słowem – "horn" używanym przez muzyków jazzowych do potocznego nazywania saksofonu. Inspiracją do powstania zespołu w konwencji kwintetu jazzowego z dwoma saksofonami i sekcją rytmiczną była płyta – Brilliant Corners Theloniousa Monka.
W 2023 roku przy wsparciu Narodowego Instytutu Muzyki i Tańca, w ramach programu – "Jazzowy Debiut Fonograficzny 2023" zespół wydał debiutancki krążek – "Horntet" we współpracy z wydawnictwem – For Tune. Płyta została nominowana do Nagrody Muzycznej – „Fryderyk” 2024 w kategorii Fonograficzny Debiut Roku – Jazz. Zespół został uznany przez czytelników czasopisma – "Jazz Forum" "Nadzieją Roku 2023".

## Nagrody i wyróżnienia
Zespół odniósł sukcesy w szeregu konkursów jazzowych w kraju i zagranicą:
- 12th Tarnów Jazz Contest (2019) – I miejsce w kategorii Open Band[7]
- XXIII Ogólnopolski Przegląd Młodych Zespołów Jazzowych i Bluesowych Gdyńskiego Sax Clubu (2021) – nagroda główna[8]
- Blue Note Poznan Competition (2022) – I miejsce w kategorii zespół instrumentalny/instrumentalno-wokalny[9]
- 24. Bielska Zadymka Jazzowa (2022) – nagroda główna[10]
- 58. Jazz nad Odrą (2022) – Grand Prix w konkursie na Indywidualność Jazzową 2022 im. Wojtka Siwka[11]
- Young Crocus Jazz Contest (2022) – Grand Prix[12]
- 47. Klucz do Kariery – finalista[13]
- 14th European Jazz Award Burghausen (2024) – 2 miejsce[14]